# Aprendo en casa (programa de televisión)
Aprendo en casa es un programa de televisión peruano impuesto por el Ministerio de Educación. Fue creado con el objetivo de continuar con las clases escolares durante el estado de emergencia causado por el COVID-19, como una de las opciones de la estrategia homónima, junto al programa de radio y el sitio web, mediante educación a distancia.
Desde su primera emisión, ha logrado posicionarse en los programas con mayor sintonía, superando incluso a ciertos programas de cadenas privadas, convirtiéndolo en el programa emitido por TV Perú con mayor audiencia según Kantar Ibope Media.

## Producción
El canal principal que transmite los programas es TV Perú, mientras que sus canales hermanos, TV Perú 7.2, TV Perú Noticias y Canal IPe son considerados secundarios, junto a canales locales en el caso de provincias. También otros canales como Exitosa TV por su señal de televisión (solo del nivel secundaria) transmitió durante un tiempo.
La institución encargada de producir y realizar los episodios es únicamente el Ministerio de Educación. Sin embargo, de abril a diciembre de 2020, se involucraron dos organizaciones para la coproducción de contenidos. Phoenix Producciones fue el encargado del contenido para secundaria, mientras que la Universidad San Ignacio de Loyola elaboró sus programas originales para quinto grado de secundaria.
Además, la Sociedad Nacional de Radio y Televisión se encargó de emitir estos programas en las cadenas privadas América Televisión, ATV, Panamericana Televisión, Global Televisión y Latina Televisión. Durante el primer año, se emitió 50 horas de contenido de esos canales a la semana.

## Secciones

### Educación básica regular
- Educación inicial: orientada a los estudiantes del nivel inicial, de 3 a 5 años.

- Educación primaria: dirigido a los estudiantes de nivel primaria, a partir de los 6 años. Se dividen en tres secciones: para primero y segundo grado, tercero y cuarto grado y quinto y sexto grado.

- Educación secundaria: dirigido a los estudiantes del nivel secundaria. Al igual que las secciones de primaria, se dividen en tres: para primero y segundo grado, tercero y cuarto grado y quinto grado, —como ya se mencionó— fue emitido por canales privados de abril a diciembre de 2020. Esta organización apareció también en los primeros episodios de secundaria, pero cambió en mayo de 2020, dividiendo las secciones una para cada grado. Volvió en los nuevos formatos de 2021, hasta la actualidad. Otra sección anulada fue la de tercero, cuarto y quinto grado, que se emitió únicamente en abril de 2020.

### Modo vacaciones
Aprendo en casa adaptó sus contenidos para emitirse en el marco de las vacaciones escolares de diciembre a abril de 2020. A estos contenidos se les denominaron Aprendo en casa: Modo vacaciones.

#### Promo 2020, la pre
Para aquellos jóvenes que culminaron la educación básica y se encuentran en transición a la educación superior, se creó la edición Aprendo en casa: Promo 2020, la pre,  Se introdujeron áreas de razonamiento matemático (lunes y miércoles), razonamiento verbal (martes y jueves) y ciencia y tecnología (viernes), en el horario de 11:00 a. m. Además de los programas, tuvo material en el sitio web.

### Secuencias
- RevelArte: secuencia que fue planteada por la Asociación Cultural D1, que se unió al Ministerio de Educación a través de un convenio de colaboración interinstitucional con el apoyo de Alicorp. Cada secuencia es presentada por un coreógrafo, que realiza movimientos rítmicos, corporales u otros como ejemplo para mantener la práctica de actividad física en los estudiantes durante el confinamiento por la pandemia.

- Leemos juntos: secuencia dedicada a la lectura y narración, que aparece únicamente en los programas del área de comunicación. El formato varía dependiendo de la sección a la que está dirigida. Está basado en la serie de recursos homónimo del sitio web.

## Elenco

### Presentadores
Los presentadores son aquellos que cumplen la función de animar y conducir el programa. Los actuales son: Héctor y Alexa Centurión para inicial; Natali Zegarra y Micky Moreno para primero y segundo de primaria; Andrea Alvarado para tercero y cuarto de primaria; Jazmín para quinto y sexto de primaria; Rodrigo Chávez para primero y segundo de secundaria; 'Andrea' para tercero y cuarto de secundaria; Mario y Brigitte para 5.° de secundaria.
Clave de color:
| Presentador(a)                     | Sección                                                                        | Inicio         | Final              |
| ---------------------------------- | ------------------------------------------------------------------------------ | -------------- | ------------------ |
| Fátima Saldonid                    | Inicial                                                                        | abril de 2020  | junio de 2020      |
| Fátima Saldonid                    | Inicial                                                                        | agosto de 2020 | diciembre de 2020  |
| Paola Moreno                       | Primero y segundo grado de primaria                                            | abril de 2020  | diciembre de 2020  |
| Paola Moreno                       | Tercero y cuarto grado de primaria                                             | abril de 2020  | diciembre de 2020  |
| Paola Moreno                       | Quinto y sexto grado de primaria                                               | abril de 2020  | diciembre de 2020  |
| Patricia Barreto                   | Primero y segundo grado de secundaria                                          | abril de 2020  | abril de 2020      |
| Patricia Barreto                   | Tercero, cuarto y quinto grado de secundaria                                   | abril de 2020  | abril de 2020      |
| Patricia Barreto                   | Quinto y sexto grado de primaria                                               | mayo de 2020   | diciembre de 2020  |
| Rodrigo Chávez                     | Primer grado de secundaria                                                     | mayo de 2020   | presente           |
| Rodrigo Chávez                     | Primero y segundo grado de secundaria                                          | abril de 2021  | presente           |
| Yanira Dávila                      | Segundo grado de secundaria                                                    | mayo de 2020   | diciembre de 2020  |
| Jhonatan Hernández[cita requerida] | Tercer grado de secundaria                                                     | mayo de 2020   | diciembre de 2020  |
| Yaremís Rebaza[cita requerida]     | Cuarto grado de secundaria                                                     | mayo de 2020   | diciembre de 2020  |
| Stephany Orúe                      | Quinto grado de secundaria                                                     | mayo de 2020   | diciembre de 2020  |
| Natali Zegarra                     | Inicial                                                                        | julio de 2020  | agosto de 2020     |
| Natali Zegarra                     | Primero y segundo grado de primaria                                            | abril de 2021  | presente           |
| Júnior Béjar                       | Quinto grado de secundaria                                                     | julio de 2020  | diciembre de 2020  |
| Miluska Eskenazi                   | Segundo grado de secundaria                                                    | agosto de 2020 | septiembre de 2020 |
| Daniel Paiba                       | Educación básica especial (EBE)                                                | agosto de 2020 | presente           |
| Daniel Paiba                       | Educación básica alternativa (EBA) / Programa de intervención temprana (PRITE) | mayo de 2020   | presente           |
| Andrea Mejía                       | La yapa                                                                        |                |                    |
| Dusan Fung                         | La yapa                                                                        |                |                    |
| Héctor Rodríguez                   | Inicial                                                                        | abril de 2021  | presente           |
| Alexa Centurión                    | Inicial                                                                        | abril de 2021  | presente           |
| Micky Moreno                       | Primero y segundo grado de primaria                                            | abril de 2021  | presente           |
| Andrea Alvarado[cita requerida]    | Tercero y cuarto grado de primaria                                             | abril de 2021  | presente           |
| Andrea[cita requerida]             | Tercero y cuarto grado de secundaria                                           | abril de 2021  | presente           |
| Jazmín Labrín                      | Quinto y sexto grado de primaria                                               | abril de 2021  | presente           |
| Gian Paul Miranda                  | Quinto y sexto grado de primaria                                               | -              | presente           |
| Mario Mendoza                      | Quinto grado de secundaria                                                     | abril de 2021  | presente           |
| Brigitte Jouannet                  | Quinto grado de secundaria                                                     | abril de 2021  |                    |
| Mario Cortijo[cita requerida]      | Promo 2020, la pre                                                             | enero de 2020  | abril de 2021      |
| Luciana Blomberg[cita requerida]   | Promo 2020, la pre                                                             | enero de 2020  | abril de 2021      |

En sólo una ocasión, hubo una presentadora invitada, Jimena Lindo, quien se encargó de los episodios de primero y tercero de secundaria del 25 de mayo de 2020, reemplazando a Rodrigo Chávez y a Jhonatan Hernández respectivamente.

### Personajes
Dentro del programa, hay personajes que aparecen especialmente en algunas secciones. Algunos de ellos son títeres u objetos, los cuales tienen un actor de voz dándole vida. Otros personajes son interpretados por los mismos presentadores. La mayoría de personajes se desempeñan como copresentadores, que acompañan y complementan el trabajo del presentador principal.

## Horarios
| Nivel      | Grado(s)   | TV Perú, TV Perú 7.2 y TV Perú Noticias (en simultáneo) | Canal IPe (repetición) | Zona horaria |
| ---------- | ---------- | ------------------------------------------------------- | ---------------------- | ------------ |
| Inicial    | 3 a 5 años | 9:00 - 9:30 a. m.                                       | 12:00 - 12:30 p. m.    | UTC-5        |
| Primaria   | 1° y 2°    | 9:30 - 10:00 a. m.                                      | 12:30 - 1:00 p. m.     | UTC-5        |
| Primaria   | 3° y 4°    | 10:00 - 10:30 a. m.                                     | 1:00 - 1:30 p. m.      | UTC-5        |
| Primaria   | 5° y 6°    | 10:30 - 11:00 a. m.                                     | 1:30 - 2:00 p. m.      | UTC-5        |
| Secundaria | 1° y 2°    | 11:30 - 12:00 p. m.                                     | 2:30 - 3:00 p. m.      | UTC-5        |
| Secundaria | 3° y 4°    | 01:30 - 02:00 p. m.                                     | 3:00 - 3:30 p. m.      | UTC-5        |
| Secundaria | 5° grado   | 02:00 - 02:30 p. m.                                     | 3:30 - 4:00 p. m.      | UTC-5        |
| Secundaria | 5° grado   | 02:30 - 03:00 p. m.                                     | 4:00 - 4:30 p. m.      | UTC-5        |

| Nivel                     | Grado(s)  | TV Perú, TV Perú 7.2 y TV Perú Noticias (en simultáneo) | TV Perú, TV Perú 7.2 y TV Perú Noticias (en simultáneo) | Canal IPe (repetición) |
| ------------------------- | --------- | ------------------------------------------------------- | ------------------------------------------------------- | ---------------------- |
| Educación básica especial | Ciclo II  | Lunes                                                   | 11:00 - 11:30 a. m.                                     | 2:00 - 2:30 p. m.      |
| Educación básica especial | Ciclo III | Martes                                                  | 11:00 - 11:30 a. m.                                     | 2:00 - 2:30 p. m.      |
| Educación básica especial | Ciclo IV  | Miércoles                                               | 11:00 - 11:30 a. m.                                     | 2:00 - 2:30 p. m.      |
| Educación básica especial | Ciclo V   | Jueves                                                  | 11:00 - 11:30 a. m.                                     | 2:00 - 2:30 p. m.      |
| PRITE                     | PRITE     | Viernes                                                 | 11:00 - 11:30 a. m.                                     | 2:00 - 2:30 p. m.      |

## Premios y nominaciones
| Año  | Galardón                     | Categoría                         | Nominación a         | Resultados | Ref.   |
| ---- | ---------------------------- | --------------------------------- | -------------------- | ---------- | ------ |
| 2020 | Premios Luces de El Comercio | Mejor programa educativo/cultural | Aprendo en casa (TV) | Ganador    | [ 32 ] |
| 2020 | Premios Luces de El Comercio | Mejor conducción                  | Júnior Béjar         | Nominado   | [ 32 ] |
| 2020 | Premios Luces de El Comercio | Mejor conducción                  | Yanira Dávila        | Nominada   | [ 32 ] |
| 2020 | Premios Luces de El Comercio | Mejor conducción                  | Stephany Orúe        | Nominada   | [ 32 ] |
| 2021 | Premios Luces de El Comercio | Mejor programa educativo/cultural | Aprendo en casa (TV) | Ganador    | [ 33 ] |